# Jacob Huijbrecht Hollestelle

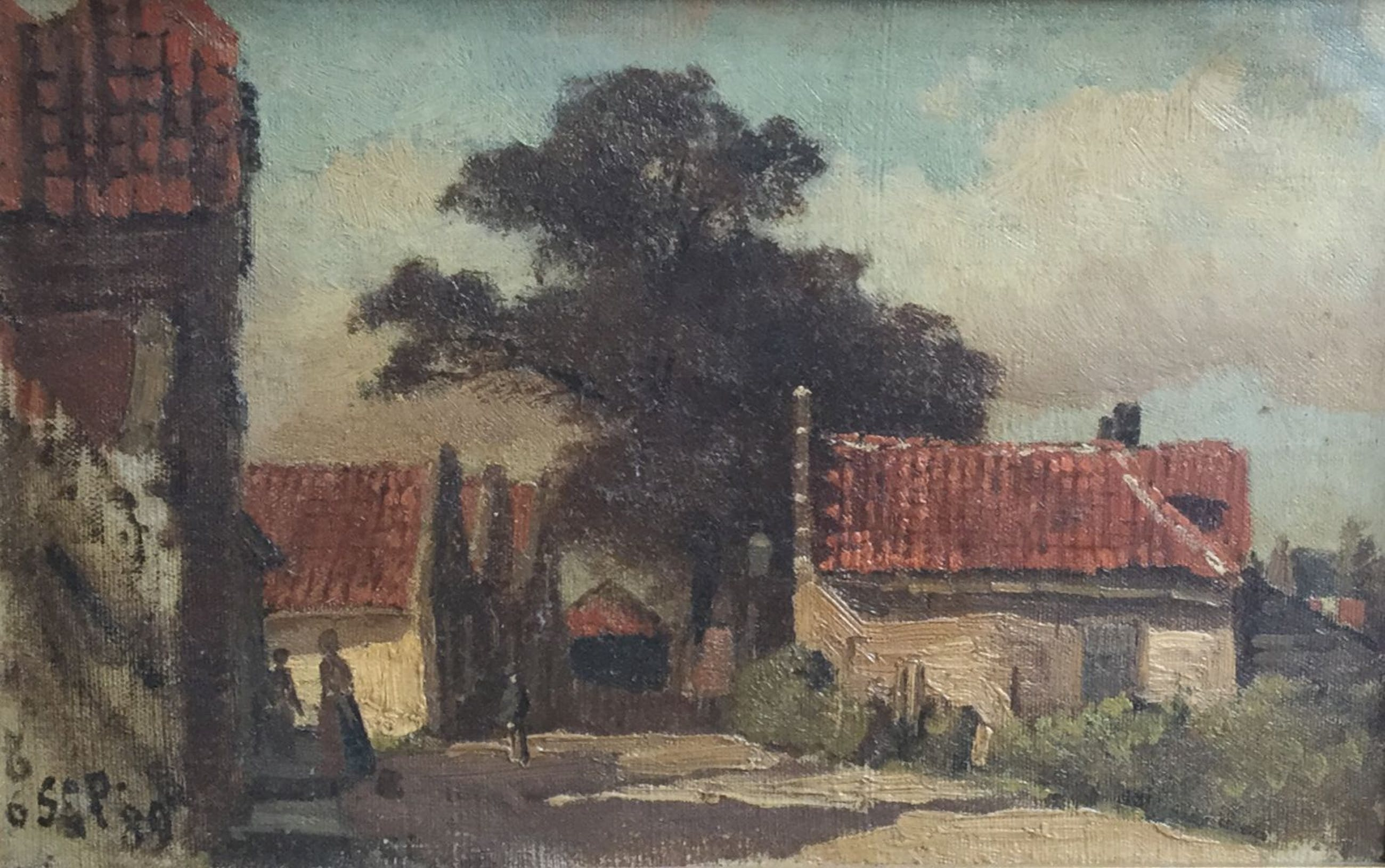
Ansicht eines Dorfes

Jacob Huijbrecht Hollestelle (* 19. November 1858 in Middelburg; † 1. Juni 1920 in Dordrecht) war ein niederländischer Landschafts- und Marinemaler.
Seine Eltern waren  Jan Pieter Hollestelle und Francina Pieternella D’huij.
Hollestelle war Schüler von Johannes du Burck in Middelburg um 1872, studierte von 1880 bis 1883 an der Koninklijke Academie van Beeldende Kunsten in Den Haag unter der Leitung von Johan Philip Koelman, studierte ebenfalls an der Polytechnischen Schule in Delft. Ab 1884 lehrte er Zeichnen in Dordrecht.
Er  lebte und arbeitete in Middelburg, Den Haag, Middelburg bis 1884, dann in Dordrecht.
Hollestelle malte, zeichnete und aquarellierte Landschaften, einschließlich Dünen- und Flussansichten, Kircheninterieurs und Kirchen in Veere, Middelburg usw. Wurde von Théophile de Bock beeinflusst.
Er war Mitglied von „Arti et Amicitiae“ in Amsterdam. Er hat Elias Boonen unterrichtet.
Von 1882 bis 1903 nahm er an Ausstellungen in Amsterdam, Arnheim, Den Haag und Rotterdam teilgenommen.